# Arc Express
Cet article concerne un ancien projet de métro en rocade autour de Paris. Pour le projet actuel, voir Grand Paris Express.
Arc Express est un projet abandonné de ligne de rocade en banlieue de Paris, conçu afin de trouver une réponse à l'accroissement des déplacements de banlieue à banlieue dans l'agglomération parisienne depuis les dernières décennies et de trouver une réponse à la saturation d'un certain nombre de radiales, comme la ligne A du RER et la ligne 13 du métro. Il a fusionné avec le projet de Réseau de transport public du Grand Paris pour donner naissance au Grand Paris Express.
Si les premiers projets de transports collectifs en rocade autour de Paris ont vu le jour au début des années 1980, aucun n'a encore trouvé de réalisation concrète. Les études d'Arc Express ont cependant été officiellement lancées par le président de la région Île-de-France et son préfet en décembre 2007.

## Projets similaires

### Orbitale
Le premier projet de ligne de rocade d'un métro de banlieue est proposé par l'Institut d'aménagement et d'urbanisme de la région d'Île-de-France (IAURIF) lors de la révision du schéma directeur de la région Île-de-France (SDRIF) par l'État au début des années 1990. Sous le nom d'Orbitale, rétroacronyme d'organisation du bassin intérieur des transports annulaires libérés des encombrements, ce projet proposait de réaliser une double rocade en banlieue, à l'aide de tramways (ligne 1 et ligne 2 du tramway d'Île-de-France) et d'un métro automatique de rocade. Cette ligne devait relier l'ensemble des lignes de métro radiales actuelles à une distance d'environ un kilomètre de Paris.
Bien qu'inscrit par l'État au SDRIF de 1994, le projet Orbitale fut finalement ignoré par le Contrat de plan État-Région 1994-1998, en raison de son coût, les grands projets EOLE et METEOR ayant mobilisé une large part des financements publics.
Néanmoins, Orbitale peut être considéré comme l'ancêtre des projets Orbival, Métrophérique et Arc Express, qui ont tous repris les éléments de base de ce projet.

### Orbival
Le projet Orbival, contraction de Orbitale et de Val-de-Marne, est une déclinaison locale et détaillée d'Orbitale. Cette solution, soutenue par le conseil général du Val-de-Marne, a été présentée le 10 juillet 2006. Orbival est porté par un consensus entre Christian Favier, président communiste du Conseil général, et de Jacques J. P. Martin, chef de l’opposition UMP du département, qui ont créé l'association Orbival. Cette dernière a, depuis sa création, reçu le soutien et l'adhésion de la mairie de Paris, puis du Conseil général de la Seine-Saint-Denis le 4 juin 2008.
Le projet consiste à relier Val-de-Fontenay (RER A et E) à Arcueil-Cachan (RER B) en reliant l'ensemble des lignes radiales traversant le département. Selon le Conseil général, ce métro permettrait un report modal de 20 %, soit de l'ordre de 40 000 voitures de moins dans le département, ce qui désengorgerait l'A86. La ligne transporterait de 250 000 à 300 000 passagers par jour à une vitesse commerciale de 40 km/h. La mise en service pourrait se faire en plusieurs phases, pour une première ouverture à l'horizon 2015.
Le 28 août 2008, lors d'une rencontre entre une délégation de l’association Orbival et Dominique Bussereau, secrétaire d’État aux Transports, ce dernier s'est dit « très intéressé » par le projet, la problématique du financement n'ayant toutefois pas encore été abordée.
Les 28 et 29 novembre 2008, l’association Orbival a organisé le premier Colloque international sur les métros de banlieue au Pavillon Baltard à Nogent-sur-Marne. Ce colloque a réuni des personnalités du monde politique et économique ainsi que les représentants des plus grandes entreprises mondiales spécialisées dans la construction et l’exploitation de transports collectifs. Différents projets internationaux réalisés de métro en rocade (Madrid, Singapour, Vancouver) ont notamment été exposés.

### Métrophérique
À l'occasion de la révision du SDRIF, la RATP a présenté début avril 2005 un nouveau projet de métro de rocade, appelé métrophérique, inspiré du projet Orbitale originel. D'après les tracés présentés par la RATP, ce métro aurait été situé un peu plus loin de Paris qu'Orbitale, à une distance moyenne de deux à cinq kilomètres du périphérique (contournant ainsi le bois de Vincennes), à l'horizon 2020, le tout pour un coût évalué entre quatre et six milliards d'euros.
Sitôt présenté, le projet a tout de suite reçu le soutien de la majorité des élus locaux de la Région, en particulier de la mairie de Paris, mais s'est heurté au scepticisme du président du conseil régional, inquiet de son coût qu'il estime sous-évalué. À Roissy le 26 juin 2007, le président Nicolas Sarkozy a plaidé pour la liaison CDG Express et le projet métrophérique, sans toutefois évoquer son financement.
Le communiqué de presse de la RATP du 2 octobre 2007 contenait les informations techniques suivantes :
- Métro automatique ;
- 2 à 7 km du périphérique ;
- 50 km de longueur ;
- 50 stations ;
- Vitesse commerciale de 40 km/h (comparable à la ligne 14) ;
- 1 million de voyageurs par jour ;
- Report modal de 20 % ;
- Fréquence inférieure à 2 minutes en heures de pointe ;
- Coût estimé à 100 M€/km.

Le communiqué de presse estimait similaire la proposition de la région Île-de-France, Arc Express. Il évoquait aussi un début possible des travaux pour 2011 dans le meilleur des cas.

## Arc Express

### Calendrier en mars 2010
Le calendrier du projet s'étale sur dix ans et comprend les étapes suivantes :
- décembre 2007 : validation du programme d'étude ;
- 2008 - 2009 : études préliminaires ;
- printemps 2009 : concertation auprès des élus locaux ;
- juillet 2009 : saisine de la Commission nationale du débat public (CNDP) ;
- 30 septembre 2010 au 31 janvier 2011 : débat public[16];
- début 2011 : décision sur la suite du projet ;
- printemps 2011 : schéma de principe ;
- 2011 : enquête publique ;
- 2012 : avant-projet ;
- fin 2012-2019 : travaux ;
- 2019 : première mise en service de l'arc sud[17].

### Lancement du projet
Au mois de novembre 2006, la région Île-de-France a présenté un avant-projet de Schéma directeur de la région Île-de-France (SDRIF) prenant en compte l'intérêt constaté parmi les élus et la population pour un métro de rocade en proche banlieue. Ce document présentait pour la première fois le projet de rocade imaginé par la région, projet qualifié de liaison souterraine express reliant les gares du RER de proche banlieue, et situé sensiblement plus loin de Paris que métrophérique, présenté à la même époque.
De 2006 à 2008, les premières études sur le projet ont permis de dégager un fuseau de territoire dans lequel s'insérerait Arc Express. Ainsi, le projet de SDRIF adopté par le Conseil régional le 25 septembre 2008 propose d'étudier la réalisation de quatre arcs :
- une liaison sud-est entre Val-de-Fontenay ou Noisy-le-Grand et Arcueil ou Bourg-la-Reine, pour une mise en service à l'horizon 2020 (phase 2 du SDRIF) ;
- une liaison nord-ouest entre La Défense et Saint-Denis, pour une mise en service à l'horizon 2020 (phase 2 du SDRIF) ;
- une liaison nord-est entre Val-de-Fontenay ou Noisy-le-Grand et Saint-Denis, pour une mise en service à l'horizon 2025-2030 (phase 3 du SDRIF) ;
- une liaison sud-ouest entre Arcueil ou Bourg-la-Reine et La Défense en passant par Saint-Cloud et Suresnes ou Rueil-Malmaison, pour une mise en service à l'horizon 2025-2030 (phase 3 du SDRIF).

Le projet Arc-Express a été inscrit au projet de CPER 2007-2013 finalisé le 23 mars 2007 par le président du conseil régional et le préfet de région. Le CPER prévoit en effet un crédit de 25,5 millions d'euros d'études, dont 18 millions à la charge de la Région.
Le 5 décembre 2007, le projet a été officiellement engagé par Jean-Paul Huchon, président de la région Île-de-France et Pierre Mutz, préfet de la région, grâce au lancement d'études financées par l'État et la région pour un montant de 4 millions d'euros. Ces études, dont la pilotage a été confié au STIF, autorité organisatrice des transports en Île-de-France, ont été plus particulièrement orientées sur les deux arcs prioritaires :
- l'arc sud, entre Issy-les-Moulineaux et Noisy-le-Grand ou Val-de-Fontenay, tracé vraisemblablement proche du projet Orbival ;
- l'arc nord entre La Défense et Bobigny ou Pantin.

Toutefois, Christian Blanc, secrétaire d'État à la région capitale, a fait part de son opposition au projet jetant un doute sur le financement apporté par l'État. Le 29 avril 2009, Nicolas Sarkozy a présenté le Réseau primaire, un métro automatique de 130 km. Un rapprochement entre les deux projets, assez proches sur une bonne partie de leurs trajets respectifs est actuellement à l'étude, notamment par le député UMP Gilles Carrez.
Le 8 juillet 2009, le conseil du STIF, a approuvé à l'unanimité le « dossier d'objectifs et de caractéristiques principales » (DOCP) du projet Arc Express. Ce vote permet d'engager la phase de débat public et de concertation, via une saisine de la Commission nationale du débat public (CNDP).
Les études de trafic menées par le STIF évoquent un trafic journalier pour l’ensemble d'Arc Express de l’ordre d'un million de voyageurs. Les coûts de l'opération, comprenant le matériel roulant nécessaire à la mise en service et celui des ouvrages de correspondances avec les points de maillage existants s'établit entre :
- 2,8 et 3,1 milliards d'euros HT (valeur 12/08) pour l’arc sud (26 ou 29 km) ;
- 2 et 2,3 milliards d'euros HT (valeur 12/08) pour l’arc nord (18 ou 21 km).

La CNDP a examiné, en septembre 2009, la saisine du STIF du 9 juillet 2009 en vue de déterminer s'il y a lieu d'organiser un débat public. Dans sa conclusion rendue publique le 2 septembre 2009, elle décide d'organiser ce débat public en insistant sur la nécessité que soient explicitées dans le dossier du débat et à l’occasion du débat « les conditions de compatibilité du projet Arc Express avec le projet de réseau de transports publics du Grand Paris »,. La CNDP organisera donc une « Commission particulière du débat public » chargée de la consultation.
À l'issue de la consultation publique, les tracés seront alors connus et le projet pourra être déclaré d'intérêt public avant un éventuel début des travaux. Étant donné les temps nécessaires à chaque procédure, les premiers tronçons d'Arc Express pourraient ouvrir en 2017.
Alors que le Sénat avait adopté la suppression du débat public sur Arc Express sur un amendement du sénateur centriste Yves Pozzo di Borgo, la commission mixte paritaire de la loi sur le Grand Paris du 20 mai la rétablit, de manière qu'il se déroule simultanément à celui du réseau primaire, quatre mois après la promulgation de la loi, ce qui ouvre la porte à un possible compromis sur les deux projets, notamment dans le Val-de-Marne.

### Quel tracé?
Le tracé précis du projet n'est pas encore déterminé. Il dépendra à la fois des résultats des études en cours et à venir ainsi que du débat public. Néanmoins, le projet de SDRIF de septembre 2008 présente le fuseau de territoire dans lequel doit s'inscrire le tracé et propose des terminus pour chacun des quatre arcs.
Cependant, pour une meilleure rentabilité des infrastructures et pour augmenter le report modal de la voiture particulière vers les transports en commun, les arcs initialement envisagés (limités par les RER A et B) pourraient être prolongés. Ainsi, par exemple, l'arc sud-est pourrait être prolongé à l'ouest jusqu'à Issy-les-Moulineaux, et l'arc nord-ouest à l'est jusqu'au Bourget. De plus, la mobilisation actuelle d'une large partie de la classe politique, les « lois Grenelle », et la dégradation des conditions de transport sur certaines lignes de métro ou de RER, amènent les financeurs du projet à envisager la réalisation de la rocade complète en une seule phase (horizon 2020) et non plus seulement de deux arcs prioritaires réalisés bien avant les deux autres.
En mars 2010, le STIF édite un document pour tenir le public informé du projet. Ce document met en avant des tracés plus ou moins précis selon les zones concernées. Les deux zones floues se situent entre La Défense et Issy-les-Moulineaux d'une part, et entre Pantin / Bobigny et Fontenay-sous-Bois / Noisy-le-Grand d'autre part.
Le mode d'exploitation de la rocade n'est pas encore fixé : s'agira-t-il d'une rocade intégrale exploitée dans sa continuité ou plutôt de plusieurs arcs se recoupant et exploités indépendamment ?
Dans tous les cas, le débat public a lieu du 30 septembre 2010 au 31 janvier 2011, le début des travaux en 2013 et la mise en service du premier arc est projetée en 2019 et celle du deuxième arc vers 2025.

### Le tracé nord
Les communes concernées par l'arc nord comptent trois millions et demi de déplacements par jour, dont 2,4 millions empruntent un mode autre que la marche à pied. Parmi ceux-ci, 29 % sont des déplacements internes aux communes de l'arc nord, essentiellement de proximité, avec un trajet moyen de 2,5 km. Et 71 % sont liés au reste de la région, essentiellement du type domicile-travail, avec une longueur moyenne de 10,9 km. La ligne 1 du tramway constitue en 2010 la seule ligne de rocade du territoire.
Trois tracés ont été déterminés : le tracé proche de Paris mesure 18 km. Le tracé éloigné mesure environ 21 km. Les deux sont pour l'essentiel souterrains, avec une traversée sous-fluviale de la Seine à hauteur de la gare des Grésillons.
Le tunnel serait réalisé pour l'essentiel par un tunnelier, entre 15 et 25 mètres de profondeur. Un seul site de maintenance est envisagé : il se situerait aux Grésillons, entre la ligne C du RER et la Seine.
À l'horizon 2020, 250 000 voyageurs par jour emprunteraient l'arc nord, avec 40 000 voyageurs sur la ligne à l'heure de pointe du matin. Environ la moitié des usagers emprunteraient également un autre mode de transport en correspondance.

### Le tracé sud
Les communes concernées par l'arc sud comptent plus de quatre millions de déplacements par jour, dont trois millions empruntent un mode autre que la marche à pied. Parmi ceux-ci, 33 % sont des déplacements internes aux communes de l'arc sud, essentiellement de proximité, avec un trajet moyen de 2,3 km. Et 67 % sont liés au reste de la région, essentiellement du type domicile-travail, avec une longueur moyenne de 9,2 km. Le Trans-Val-de-Marne constitue en 2010 la seule ligne de rocade du territoire.
Trois tracés ont été déterminés : le tracé proche de Paris mesure 26 km. Il est essentiellement souterrain, hormis le franchissement de la Marne et de l'autoroute A4 à hauteur de Nogent. Le tracé éloigné mesure environ 31 km. Il est intégralement souterrain. Enfin un tracé intermédiaire emprunte des tronçons des deux tracés, avec un tronçon qui lui est propre.
Trois sites de maintenance sont évoqués : Les Ardoines, Val de Fontenay ou le parc du Tremblay, en bordure de l'autoroute A4.
À l'horizon 2020, 270 000 voyageurs par jour emprunteraient l'arc sud, avec 45 000 voyageurs sur la ligne à l'heure de pointe du matin. La plupart des usagers emprunteraient également un autre mode de transport en correspondance : 53 % utiliseraient un mode ferré, et 18 % une ligne de bus.

### Tracés nord envisagés en mars 2010
Le coût de l'arc nord varie de 2 milliards d'euros HT (valeur décembre 2008) pour le tracé proche à 2,3 milliards pour le tracé éloigné.
L'arc nord propose des correspondances avec six lignes de métro, cinq lignes de RER, deux lignes de transilien et une à deux lignes de tramway, sur un tracé comportant onze à treize stations. Il dessert à l'ouest le tramway T2 et à l'est le RER E (sauf pour le terminus Bobigny Pablo Picasso sur le tracé éloigné) qui le relient à l'arc sud respectivement en environ 30 et 20 minutes.
Le STIF a anticipé le prolongement des autres lignes du réseau (métro, RER et tramway).
|  |   |  | Stations tracé proche                   | Communes                                     | Correspondances                                |
|  | - |  | --------------------------------------- | -------------------------------------------- | ---------------------------------------------- |
|  | o |  | Nanterre - Préfecture - La Folie        | Nanterre                                     | (M) · (1) · (RER) · (A) · (E)                  |
|  | o |  | La Garenne-Colombes - Charlebourg       | La Garenne-Colombes Colombes                 | Transilien · Ligne L du Transilien · (T) · (2) |
|  | o |  | Les Vallées                             | La Garenne-Colombes Bois-Colombes / Colombes | Transilien · Ligne L du Transilien             |
|  | o |  | Bois-Colombes                           | Bois-Colombes                                | Transilien · Ligne J du Transilien             |
|  | o |  | Gabriel Péri ou Les Agnettes            | Asnières-sur-Seine / Gennevilliers           | (M) · (13)                                     |
|  | o |  | Les Grésillons                          | Gennevilliers                                | (RER) · (C)                                    |
|  | o |  | Carrefour Pleyel                        | Saint-Denis                                  | (M) · (13) · (14)                              |
|  | o |  | Stade de France - Saint-Denis           | Saint-Denis                                  | (RER) · (D)                                    |
|  | o |  | La Plaine - Stade de France             | Saint-Denis                                  | (RER) · (B)                                    |
|  | o |  | Mairie d'Aubervilliers                  | Aubervilliers                                | (M) · (12)                                     |
|  | o |  | Aubervilliers - Pantin - Quatre Chemins | Aubervilliers / Pantin                       | (M) · (7)                                      |
|  | o |  | Pantin                                  | Pantin                                       | (RER) · (E) · (T) · (3b)                       |
|  | o |  | Église de Pantin                        | Pantin                                       | (M) · (5)                                      |

|  |   |  | Stations tracé éloigné              | Communes                           | Correspondances                                                                |
|  | - |  | ----------------------------------- | ---------------------------------- | ------------------------------------------------------------------------------ |
|  | o |  | La Défense                          | Puteaux                            | (M) · (1) · (RER) · (A) · (E) · Transilien · Ligne L du Transilien · (T) · (2) |
|  | o |  | La Garenne-Colombes - Charlebourg   | La Garenne-Colombes Colombes       | Transilien · Ligne L du Transilien · (T) · (2)                                 |
|  | o |  | Colombes                            | Colombes                           | Transilien · Ligne J du Transilien · (T) · (1)                                 |
|  | o |  | Les Courtilles                      | Asnières-sur-Seine / Gennevilliers | (M) · (13) · (T) · (1)                                                         |
|  | o |  | Gennevilliers                       | Gennevilliers                      | (RER) · (C) · (T) · (1)                                                        |
|  | o |  | Carrefour Pleyel                    | Saint-Denis                        | (M) · (13) · (14)                                                              |
|  | o |  | Stade de France - Saint-Denis       | Saint-Denis                        | (RER) · (D)                                                                    |
|  | o |  | La Plaine - Stade de France         | Saint-Denis                        | (RER) · (B)                                                                    |
|  | o |  | Mairie d'Aubervilliers              | Aubervilliers                      | (M) · (12)                                                                     |
|  | o |  | Fort d'Aubervilliers                | Aubervilliers                      | (M) · (7)                                                                      |
|  | o |  | Bobigny - La Folie ou Pablo Picasso | Bobigny                            | à Pablo Picasso à La Folie                                                     |

### Tracés sud envisagés en mars 2010
Le coût de l'arc sud varie de 2,8 milliards d'euros HT (valeur décembre 2008) pour le tracé proche à 3,1 milliards pour le tracé éloigné.
L'arc sud propose des correspondances avec deux à cinq lignes de métro, cinq lignes de RER, une ligne de transilien et une à deux lignes de tramway, sur un tracé comportant dix à douze stations. Il dessert à l'ouest le tramway T2 et à l'est le RER E qui le relient à l'arc nord (sauf pour le terminus Bobigny Pablo Picasso sur le tracé éloigné nord) respectivement en environ 30 et 20 minutes.
Le STIF a anticipé le prolongement des autres lignes du réseau (métro, RER et tramway).
|  |   |  | Stations tracé proche        | Communes                     | Correspondances                    |
|  | - |  | ---------------------------- | ---------------------------- | ---------------------------------- |
|  | o |  | Issy - Val de Seine          | Issy-les-Moulineaux          | (RER) · (C) · (T) · (2)            |
|  | o |  | Mairie d'Issy                | Issy-les-Moulineaux          | (M) · (12)                         |
|  | o |  | Vanves - Malakoff            | Vanves                       | Transilien · Ligne N du Transilien |
|  | o |  | Châtillon - Montrouge        | Châtillon / Montrouge        | (M) · (13) · (T) · (6)             |
|  | o |  | Verdun-Sud                   | Montrouge / Bagneux          | (M) · (4)                          |
|  | o |  | Laplace                      | Arcueil                      | (RER) · (B)                        |
|  | o |  | Villejuif - Louis Aragon     | Villejuif                    | (M) · (7)                          |
|  | o |  | Vitry-sur-Seine              | Vitry-sur-Seine              | (RER) · (C)                        |
|  | o |  | Maisons-Alfort - Alfortville | Maisons-Alfort / Alfortville | (RER) · (D)                        |
|  | o |  | Les Juilliottes ou L'Échat   | Maisons-Alfort ou Créteil    | (M) · (8)                          |
|  | o |  | Saint-Maur - Créteil         | Saint-Maur-des-Fossés        | (RER) · (A)                        |
|  | o |  | Val de Fontenay              | Fontenay-sous-Bois           | (RER) · (A) · (E)                  |

|  |   |  | Stations tracé intermédiaire | Communes                     | Correspondances                    |
|  | - |  | ---------------------------- | ---------------------------- | ---------------------------------- |
|  | o |  | Issy - Val de Seine          | Issy-les-Moulineaux          | (RER) · (C) · (T) · (2)            |
|  | o |  | Mairie d'Issy                | Issy-les-Moulineaux          | (M) · (12)                         |
|  | o |  | Vanves - Malakoff            | Vanves                       | Transilien · Ligne N du Transilien |
|  | o |  | Châtillon - Montrouge        | Châtillon / Montrouge        | (M) · (13) · (T) · (6)             |
|  | o |  | Bagneux                      | Bagneux                      | (M) · (4)                          |
|  | o |  | Arcueil - Cachan             | Cachan                       | (RER) · (B)                        |
|  | o |  | Villejuif - Louis Aragon     | Villejuif                    | (M) · (7)                          |
|  | o |  | Les Ardoines                 | Vitry-sur-Seine              | (RER) · (C)                        |
|  | o |  | Le Vert de Maisons           | Maisons-Alfort / Alfortville | (RER) · (D)                        |
|  | o |  | L'Échat                      | Créteil                      | (M) · (8)                          |
|  | o |  | Saint-Maur - Créteil         | Saint-Maur-des-Fossés        | (RER) · (A)                        |
|  | o |  | Val de Fontenay              | Fontenay-sous-Bois           | (RER) · (A) · (E)                  |

|  |   |  | Stations tracé éloigné   | Communes                     | Correspondances                    |
|  | - |  | ------------------------ | ---------------------------- | ---------------------------------- |
|  | o |  | Meudon-sur-Seine         | Meudon                       | (T) · (2)                          |
|  | o |  | Issy                     | Issy-les-Moulineaux          | (RER) · (C)                        |
|  | o |  | Clamart                  | Clamart                      | Transilien · Ligne N du Transilien |
|  | o |  | Bagneux                  | Cachan                       | (RER) · (B)                        |
|  | o |  | Villejuif - Louis Aragon | Villejuif                    | (M) · (7)                          |
|  | o |  | Les Ardoines             | Vitry-sur-Seine              | (RER) · (C)                        |
|  | o |  | Le Vert de Maisons       | Maisons-Alfort / Alfortville | (RER) · (D)                        |
|  | o |  | Créteil - Université     | Créteil                      | (M) · (8)                          |
|  | o |  | Champigny                | Saint-Maur-des-Fossés        | (RER) · (A)                        |
|  | o |  | Val de Fontenay          | Fontenay-sous-Bois           | (RER) · (A) · (E) · (T) · (1)      |

|  |   |  | tracé éloigné, terminus alternatif      | Communes              | Correspondances |
|  | - |  | --------------------------------------- | --------------------- | --------------- |
|  | o |  | Champigny                               | Saint-Maur-des-Fossés | (RER) · (A)     |
|  | o |  | Villiers-sur-Marne - Le Plessis-Trévise | Villiers-sur-Marne    | (RER) · (E)     |
|  | o |  | Noisy-le-Grand - Mont d'Est             | Noisy-le-Grand        | (RER) · (A)     |

### Tracé ouest
Le 15 novembre 2010, le STIF dévoile ses propositions de tracé est et ouest. À l'ouest, il présente un axe principal avec trois courtes variantes entre Nanterre - Préfecture - La Folie et Meudon-sur-Seine ou Issy - Val de Seine.
Le STIF a anticipé le prolongement des autres lignes du réseau (métro, RER et tramway).
|  |   |  | Stations tracé proche            | Communes             | Correspondances                                            |
|  | - |  | -------------------------------- | -------------------- | ---------------------------------------------------------- |
|  | o |  | Nanterre - Préfecture - La Folie | Nanterre             | (M) · (1) · (RER) · (A) · (E)                              |
|  | o |  | Saint-Cloud                      | Saint-Cloud          | Transilien · Ligne L du Transilien · Ligne U du Transilien |
|  | o |  | Boulogne - Pont de Saint-Cloud   | Boulogne-Billancourt | (M) · (10)                                                 |
|  | o |  | Marcel Sembat                    | Boulogne-Billancourt | (M) · (9)                                                  |
|  | o |  | Issy - Val de Seine              | Issy-les-Moulineaux  | (RER) · (C) · (T) · (2)                                    |

|  |   |  | Stations tracé éloigné         | Communes             | Correspondances                                                                |
|  | - |  | ------------------------------ | -------------------- | ------------------------------------------------------------------------------ |
|  | o |  | La Défense                     | Puteaux              | (M) · (1) · (RER) · (A) · (E) · Transilien · Ligne L du Transilien · (T) · (2) |
|  | o |  | Saint-Cloud                    | Saint-Cloud          | Transilien · Ligne L du Transilien · Ligne U du Transilien                     |
|  | o |  | Boulogne - Pont de Saint-Cloud | Boulogne-Billancourt | (M) · (10)                                                                     |
|  | o |  | Marcel Sembat                  | Boulogne-Billancourt | (M) · (9)                                                                      |
|  | o |  | Meudon-sur-Seine               | Meudon               | (T) · (2)                                                                      |

### Tracé est
À l'est, il propose deux axes principaux, avec un tracé proche de Paris reliant la gare du Val de Fontenay à la station de métro Église de Pantin, et un plus éloigné, doté d'une variante, entre Noisy-le-Grand - Mont d'Est et Bobigny - La Folie ou Pablo Picasso.
|  |   |  | Stations tracé proche | Communes           | Correspondances               |
|  | - |  | --------------------- | ------------------ | ----------------------------- |
|  | o |  | Église de Pantin      | Pantin             | (M) · (5)                     |
|  | o |  | Liberté               | Les Lilas          | (M) · (11)                    |
|  | o |  | Mairie de Montreuil   | Montreuil          | (M) · (9)                     |
|  | o |  | Val de Fontenay       | Fontenay-sous-Bois | (RER) · (A) · (E) · (T) · (1) |

|  |   |  | Stations tracé éloigné                         | Communes              | Correspondances                                                 |
|  | - |  | ---------------------------------------------- | --------------------- | --------------------------------------------------------------- |
|  | o |  | Bobigny - La Folie ou Pablo Picasso            | Bobigny               | à Pablo Picasso à La Folie                                      |
|  | o |  | Gare de Noisy-le-Sec ou Pont de Bondy et Bondy | Noisy-le-Sec ou Bondy | à Noisy-le-Sec et Bondy à Noisy-le-Sec et Pont de Bondy à Bondy |
|  | o |  | Rosny - Bois-Perrier                           | Rosny-sous-Bois       | (M) · (11) · (RER) · (E)                                        |
|  | o |  | Noisy-le-Grand - Mont d'Est                    | Noisy-le-Grand        | (RER) · (A)                                                     |

### Coût du projet
Compte tenu de la densité du tissu urbain traversé par Arc Express, l'infrastructure sera réalisée en grande partie en souterrain. Pour une longueur totale d'environ 60 kilomètres, le projet est donc évalué à 6 milliards d'euros (avec un ratio de 100 millions d'euros par kilomètre), sans compter la réalisation des gares, les aménagements complémentaires, ni les acquisitions foncières. Le projet pourrait donc coûter au total 8 à 10 milliards d'euros.
Ces montants sont exceptionnellement élevés au regard des budgets traditionnellement alloués à la réalisation de nouvelles infrastructures de transports en commun. Aussi, l'État et la région, principaux financeurs du projet, recherchent-ils de nouvelles solutions de financement, peut-être à travers la participation des établissements publics d'aménagement (notamment Seine-Arche et La Défense) ou encore via un Partenariat public-privé. Les départements, les communes et les établissements publics de coopération intercommunale (EPCI) devraient également être sollicités.

## Grand Paris Express
Alors que la fusion des deux projets concurrents, Métro Grand Paris et Arc Express, avait été partiellement entamée en 2007 entre Christian Blanc et Jean-Paul Huchon sur les tracés situés à l'est de la région Île-de-France, la fusion a finalement abouti le 26 janvier 2011, avant l'issue des débats publics qui ont confirmé la nécessité d'une fusion plus aboutie. L'État et la région Île-de-France se sont en effet prononcés sur une vision commune dans laquelle l'essentiel du projet de Réseau de transport public du Grand Paris est conservé et amalgamé à Arc Express sous le nom de Grand Paris Express,. Toutefois, la question du développement et de la desserte du plateau de Saclay n'était pas encore réglée, le groupe Vert du conseil régional dénonçant cet accord « déconnecté des urgences et préoccupations des franciliens ».